# Опавское княжество
Опавское княжество или герцогство Троппау (чеш. Opavské knížectví, нем. Herzogtum Troppau, пол. Księstwo Opawskie) — княжество, существовавшее в Верхней Силезии со столицей в городе Опава.

## История
В 1269 году король Чехии Пржемысл Оттокар II узаконил Микулаша — своего внебрачного сына от придворной дамы Агнессы фон Кюнринг — и выделил для него часть Моравии со столицей в Опаве. Так образовалось Опавское княжество. В 1278 году Микулаш дрался рядом со своим отцом в битве на Моравском поле. После поражения чехов в этой битве Микулаш провёл два года в венгерском плену,  был выкуплен в 1281 году, после чего вернулся в своё княжество. В его отсутствие в Опаве проживала Кунгута Ростиславна, вдова покойного Пржемысла Оттокара II, со своим любовником и будущим мужем, влиятельным чешским магнатом Завишей из Фалькенштейна. Микулаш предъявил свои права на княжество, и Кунгута с Завишей вынуждены были покинуть Опаву. Спустя восемь лет сын Кунгуты, король Чехии и сводный брат Микулаша Вацлав II, счел его права на Опавское княжество неоднозначными и в 1289 году присоединил княжество к землям чешской короны.
После смерти в 1306 году своего племянника, короля Вацлава III, Микулаш попытался вернуть себе Опавское княжество. Местная знать поначалу приняла его, но затем восстала против него в 1308 году и изгнала. Новый чешский король Генрих Хорутанский в том же 1308 году передал Опавское княжество легницкому князю Болеславу III, женатому на сестре Вацлава III Маркете. В 1311 году Микулаш выделил чешскому королю Яну Люксембургскому ссуду в размере 8000 гривен для выкупа Опавского княжества у Болеслава III Легницкого, но чешский король оставил Опаву себе, а Микулашу в качестве компенсации выделил замок Плумлов в Южной Моравии.
Микулаш I скончался в 1318 году, и в этом же году его сын Микулаш II, завоевавший доверие короля Чехии Яна Люксембургского, получил от него Опавское княжество с городами Опава, Глубчице, Брунталь и Карнов, а также Прудницкое княжество. Оба княжества были отделены от Моравии и стали частью Силезии.
В 1336 году умер бездетным зятя Микулаша II, князь Лешек Ратиборский. Микулаш заявил о праве на Ратиборское княжество от имени своей жены Анны, и в 1337 году Ян Люксембургский принял решение передать Ратиборское княжество опавскому князю, несмотря на сопротивление силезских князей, родственников покойного Лешека. Микулаш объединил свои владения, в результате чего образовалось Ратиборско-опавское княжество.
В 1377 году сыновья Микулаша II вновь разделили Ратиборско-опавское княжество, и восстановленное Опавское княжество досталось сводным братьям Микулашу III, Вацлаву I и Пржемыслу I. Потомки Пржемысла в итоге в 1456 и 1464 годах продали свои доли княжества королю Чехии Йиржи из Подебрад. В 1465 году Йиржи передал Опавское княжество своему сыну Викторину. В 1485 году новый король Матьяш Корвин отобрал княжество у Викторина и передал своему внебрачному сыну Яношу.
Соперник Матьяша Корвина в борьбе за чешский трон Владислав II Ягеллон отобрал Опавское княжество у его сына в 1501 году и передал своему брату Сигизмунду. В 1506 году Сигизмунд I вступил на польский трон, и Владислав II даровал Опаву князю Казимиру II Цешинскому, женатому на дочери Викторина из Подебрад. Казимир II правил княжеством до своей смерти в 1528 году, после чего оно стало частью земель Чешской короны.
В 1614 году император Матвей Габсбург даровал титул «герцога Троппау» князю Карлу Лихтенштейну. После битвы на Белой горе 1620 года князь Карл Лихтенштейн получил и Крновское княжество, и с той поры глава Лихтенштейнского дома имеет титул «герцог Троппау и Егердорфа».
В 1742 году, после Первой Силезской войны княжество оказалось разделённым опять: часть, расположенная к северу от реки Опава (с городами Леобшутц и Нойштадт-ин-Обершлезиен) отошла королевству Пруссия; часть же, расположенная к югу от реки (с городами Крнов, Фройденталь, Фульнек и собственно Троппау) вошла в состав провинции Австрийская Силезия (с 1804 года — коронная земля).
Австрийское герцогство Троппау прекратило свое существование с распадом Австро-Венгерской империи в 1918 году и стало частью Чехословакии. Прусская доля оставалась частью Силезской провинции до 1945 года, когда она отошла к Польше в соответствии с Потсдамским соглашением.

## Князья Опавы
| #                                                                   | Портрет                                                             | Имя (годы жизни)                                                    | Родители                                                            | Годы правления      | Примечания |
| ------------------------------------------------------------------- | ------------------------------------------------------------------- | ------------------------------------------------------------------- | ------------------------------------------------------------------- | ------------------- | --- |
| 1                                                                   |                                                                     | Микулаш I (ок.1255 — 25 июля 1318)                                  | Пржемысл Отакар II Агнесса фон Кюнринг                              | 1269–1289 1306–1308 | |
| 2                                                                   |                                                                     | Болеслав III Расточитель (23 сентября 1291 — 21 апреля 1352)        | Генрих V Брюхатый Елизавета Калишская                               | 1308–1311           | князь Вроцлавский (с 1296 по 1311 год), князь Глогувский (с 1306 по 1307 год), князь Легницкий (с 1296 по 1311 год), князь Бжегский (с 1311 по 1352 год), князь Намыслувский (с 1323 по 1338 год и в 1342 году) |
| 3                                                                   |                                                                     | Микулаш II (1288 — 8 декабря 1365)                                  | Микулаш I Адельгейда Габсбург                                       | 1318–1337           | Князь князь Прудницкий (с 1318 по 1337 год и с 1361 по 1365 год), князь Ратиборско-опавский (с 1337 по 1365 год)                                                                                                |
| Объединено с Ратиборским княжеством в Ратиборско-опавское княжество | Объединено с Ратиборским княжеством в Ратиборско-опавское княжество | Объединено с Ратиборским княжеством в Ратиборско-опавское княжество | Объединено с Ратиборским княжеством в Ратиборско-опавское княжество | 1337–1377           | |
| 4                                                                   |                                                                     | Вацлав I Опавский (ок.1362 — 1381)                                  | Микулаш II Ютта Немодлинская                                        | 1377–1381           | князь Ратиборско-опавский (с 1365 по 1377 год) |
| 5                                                                   |                                                                     | Пржемысл I Опавский (ок.1365 — 28 сентября 1433)                    | Микулаш II Ютта Немодлинская                                        | 1377–1433           | князь Ратиборско-опавский (с 1365 по 1377 год), князь Глубчицкий (с 1394 по 1420 год) |
| 6                                                                   |                                                                     | Вацлав II Опавский (ок.1397 — 1445/1449)                            | Пржемысл I Опавский Анна Луцкая                                     | 1433–1445/1449      | князь Глубчицкий (с 1420 по 1445/1449 год) |
| 7                                                                   |                                                                     | Микулаш IV Опавский (ок.1400 — 1437)                                | Пржемысл I Опавский Анна Луцкая                                     | 1433–1437           | |
| 8                                                                   |                                                                     | Вильгельм Опавский (ок.1410 — 15 августа 1452)                      | Пржемысл I Опавский Катарина Зембицкая                              | 1433–1452           | князь Зембицкий (с 1443 по 1452 год) |
| 9                                                                   |                                                                     | Эрнест Опавский (ок.1415 — 1464)                                    | Пржемысл I Опавский Катарина Зембицкая                              | 1433–1452           | князь Зембицкий (с 1452 по 1456 год) |
| 10                                                                  |                                                                     | Пржемысл II Опавский (1423/1425 — 16 июня 1478)                     | Пржемысл I Опавский Елена Котроманич                                | 1433–1464           | |
| 11                                                                  |                                                                     | Фридрих Опавский (ок.1440 — 1470/1473)                              | Вильгельм Опавский Саломея из Частоловиц                            | 1452–1456           | |
| 12                                                                  |                                                                     | Вацлав III Опавский (ок.1445 — 1474)                                | Вильгельм Опавский Саломея из Частоловиц                            | 1452–1456           | |
| 13                                                                  |                                                                     | Пржемысл III Опавский (ок.1450 — 17 февраля 1493)                   | Вильгельм Опавский Саломея из Частоловиц                            | 1452–1456           | |
| 14                                                                  |                                                                     | Йиржи из Подебрад (23 апреля 1420 — 22 марта 1471)                  | Викторин Бочек из Подебрад Анна из Вартенберга                      | 1456–1465           | король Чехии (с 1458 по 1471 год), князь Зембицкий (с 1456 по 1462 год) |
| 15                                                                  |                                                                     | Викторин из Подебрад (11 июля 1443 — 30 сентября 1500)              | Йиржи из Подебрад Кунгута из Штернберка                             | 1465–1485           | князь Зембицкий (с 1462 по 1472 год) |
| 16                                                                  |                                                                     | Янош Корвин (2 апреля 1473 — 12 октября 1504)                       | Матвей Корвин Барбара Эдельрек                                      | 1485–1501           | князь Сцинавский (с 1488 по 1490 год), князь Глогувский (с 1488 по 1490 год) |
| 17                                                                  |                                                                     | Сигизмунд (1 января 1467 — 1 апреля 1548)                           | Казимир IV, король Польши Елизавета Габсбург                        | 1501–1506           | король Польши и Великий князь Литовский (с 1506 по 1548 год) |
| 18                                                                  |                                                                     | Казимир II Цешинский (1448/1453 — 13 декабря 1528)                  | Болеслав II Цешинский Иоганна из Подебрад                           | 1506–1528           | князь Цешинский (с 1477 по 1528 год), князь Сцинавский (с 1493 по 1528 год), князь Глуговский (с 1506 по 1528 год)                                                                                              |
| В 1528 году вошло в состав земель Чешской короны                    |                                                                     |                                                                     |                                                                     |                     | |